# 北美桃儿七属
北美桃儿七属（学名：Podophyllum）是小檗科的一个属。
属名Porophyllum源于希腊语porus（孔）和phyllum（叶）的合成词，指本属叶子圆且细小。

## 分类

### 争议
狭义的北美桃儿七属仅有一种（北美桃儿七，Podophyllum peltatum L.），而部分观点主张的广义桃儿七属包括了桃儿七属、八角莲属和山荷叶属。2022年基于叶绿体基因组的系统发生分析显示，在桃儿七族中，北美桃儿七属的两个样本聚为一支，其姊妹群为桃儿七属（仅含桃儿七一种），两者至今约五百万年前分化，可能与泛喜马拉雅地区的山峰的隆升相关；而北美桃儿七和桃儿七组成的单系群又与八角莲属和山荷叶属构成的单系群互为姊妹群；仅从目前的系统树的拓补结构来看，北美桃儿七属的广义或狭义概念均成立。
在形态、生境和地理分布上，桃儿七与北美桃儿七都有着较为明显的差别：桃儿七主要生长在东亚的山地环境，而北美桃儿七则主要生长在北美的平原地带，因此也有意见主张将两者划为不同的属。

### 衍生种
杂交种
- Podophyllum ×inexpectatum J.M.H.Shaw J.M.H.Shaw

栽培种
- Podophyllum peltatum 'Bulwood Bronze'
- Podophyllum pleianthum [Short]
- Podophyllum versipelle 'Spotty Dotty'